# Zbiór miary zero Christensena
Zbiór miary zero Christensena – uogólnienia pojęcia zbioru miary zero w sensie miary Haara na lokalnie zwartej grupie topologicznej na podzbiory grup polskich. Pojęcie to zostało wprowadzone w 1972 roku przez J. Christensena oraz niezależnie przez B.R. Hunta, T. Sauera i J.A. Yorke’a.

## Definicja
Niech {\displaystyle G} będzie grupą polską. Podzbiór {\displaystyle A\subseteq G} nazywany jest zbiorem miary zero Christensena, gdy istnieje taki zbiór borelowski {\displaystyle B\supseteq A} oraz taka borelowska miara probabilistyczna {\displaystyle \mu } na {\displaystyle G,} że {\displaystyle \mu (gBh)=0} dla wszelkich elementów {\displaystyle g,} {\displaystyle h\in G.}

## Przykłady
- Hunt udowodnił, że podzbiór przestrzeni Banacha {\displaystyle C[0,1]} złożonej z wszystkich rzeczywistych funkcji ciągłych określonych na przedziale [0,1] z normą supremum (rozważanej jako przemienna grupa polska) złożony z tych funkcji, które mają pochodną w przynajmniej jednym punkcie jest zbiorem miary zero Christensena[5]. (Banach wykazał, że zbiór ten jest również pierwszej kategorii).